# Barbara Kappel
Barbara Kappel (ur. 16 lutego 1965 w Reith im Alpbachtal) – austriacka polityk i ekonomistka, posłanka do wiedeńskiego parlamentu, deputowana do Parlamentu Europejskiego VIII kadencji.

## Życiorys
Ukończyła studia z zakresu nauk społecznych i ekonomicznych na Uniwersytecie w Innsbrucku. Kształciła się następnie na tej uczelni oraz na Uniwersytecie Wiedeńskim, uzyskując doktorat z ekonomii. Pracowała m.in. w biurze Thomasa Prinzhorna, pełniącego funkcję wiceprzewodniczącego Rady Narodowej. W 2006 zatrudniona w spółce prawa handlowego Austrian Technologies. W 2010 została członkinią parlamentu gospodarczego przy wiedeńskiej izbie gospodarczej.
Zaangażowała się w działalność polityczną w ramach Wolnościowej Partii Austrii, bez powodzenia kandydując w wyborach krajowych (2006) i europejskich (2009). W 2010 została wybrana do stołecznego parlamentu (pełniącego funkcję landtagu kraju związkowego i jednocześnie rady miejskiej Wiednia). W wyborach w 2014 z listy FPÖ uzyskała mandat eurodeputowanej VIII kadencji.